# フルーツ大統領
フルーツ大統領（フルーツだいとうりょう）は、1995年に吉本印天然素材の弟分として吉本興業所属のNSC12期生のコンビ6組で結成されたユニット。

## 経歴
- 「嵐MASSE」（毎日放送）などレギュラー番組を持ちお笑いの他、CDや書籍をリリースするものの、当時千原兄弟率いる2丁目ワチャチャ軍団が関西で絶大な人気を博しており、心斎橋筋2丁目劇場に登場する機会はほとんどなく、うめだ花月などを中心に活動していたためワチャチャの後塵を拝しブレイクするには至らなかった上、1997年におはよう。が脱退する。1998年にブラザースが脱退し、1999年頃にユニットは自然消滅するような形で活動休止。

## かつてのメンバー
- COWCOW
  - 山田よし（現：山田與志 → 山田善し → 善し）
  - 多田健二
- ビリジアン（解散）
  - 山田知一（現：構成作家）
  - 小籔千豊（元吉本新喜劇座長）
- スキヤキ（解散）
  - 古高義広（引退）
  - 土肥耕平（現：土肥ポン太）
- シンドバット（解散）
  - 鈴木司（現：鈴木つかさ、ザ・プラン9元メンバー）
  - 森詩津規（現：構成作家）

### 活動休止前に脱退
- おはよう。（解散）　1997年脱退
  - 芦澤和哉
  - 功力富士彦
- ブラザース（解散）　1998年脱退
  - 谷口聡
  - 石割博之

現在COWCOW以外の5組は解散しているが、小籔はピン芸人として、土肥はピン芸人「土肥ポン太」として、鈴木もピン芸人「鈴木つかさ」として、山田は構成作家「やまだともカズ」として活動。おはよう。の2人はピン芸人として、森も構成作家として活動しており、引退しているのは古高と石割、谷口の3人である。

## エピソード
活動休止から約10年後の2008年3月1日・8日に放送された「めちゃ×2イケてるッ!」内のコーナー「笑わず嫌い王決定戦」にて、COWCOW・小籔・土肥の3組が出演したが、小籔は今更フルーツ大統領のメンバーが集められたことに疑念を感じ、打ち合わせの段階まで出演オファーをドッキリと信じて疑わなかったと出演時に語っている。なお、先述の3組は全て千秋が選出しており（意図的か偶然かは不明）、小籔に至っては千秋の「嫌いな芸人」であることが発覚している。

## 発売品
本
- 「フルーツ大統領の笑王国」（著名：有本大穂、フルーツプロジェクト）マガジンハウス

CD
- 僕らのうた（Wea Japan）1996年11月10日発売

1. 「僕らのうた」（作詞：フルーツ大統領、作曲：坂下正俊、編曲：松井寛）※TBSテレビ系「慢性吉本炎」エンディング・テーマ
2. 「完璧なんてありえない」（作詞：仲谷暢之、作曲：村上睦人）

## テレビ出演
- ピッカピカ天然素材!（TBS、ユニット結成前に個々に出演）
- 急性吉本炎（TBS、この番組で正式にテレビ初出演）
- 慢性吉本炎（TBS）
- 嵐MASSE（毎日放送）